# Fish 'n' Chips
Pour les articles homonymes, voir Fish and chips (homonymie).
Fish 'n' Chips, typographié Fish'n Chips,, est une série d'animation française en images de synthèse, créée par Isabelle de Catalogne et Prakash Topsy. La série, dont les deux personnages principaux sont doublés par Omar Sy et Fred Testot, a été coproduite par Timoon Animation, SAMG Animation, Hawaii Animation Studio, Cyber Group Studios et Jeunesse TV pour la chaîne de télévision française Gulli. La série a été diffusée sur la chaîne entre l'automne 2011 et 2012, puis rediffusée par la suite jusqu'à une date inconnue.

## Synopsis
L'histoire se déroule à New York, où Fish, un poisson rouge, possède une arête convoitée par Chips, un chat. Seulement, si l'arête est indispensable pour Chips, elle l'est aussi pour Fish. En effet, Fish est convaincu qu'elle lui est nécessaire pour évoluer en terrien (c'est-à-dire en animal terrestre) tandis que pour Chips, l'arête constitue son seul moyen de rentrer chez lui et d'être accepté comme digne héritier par son père,.

## Personnages
La série relate deux personnages principaux. Chips est un chat jaune anthropomorphe obsédé par une arête que détient Fish, un poisson rouge également anthropomorphe. L'arête que Fish détient, et porte habituellement autour du cou, devrait le faire évoluer en un animal terrestre. Cette arête possède une histoire, cependant; elle serait l'une des arêtes d'un des ancêtres de Fish qui aurait apparemment dévoré l'un des ancêtres de Chips il y a dix génération.
La série relate également de nombreux personnages secondaires tels que Bart et Torpedo, un requin et une raie électrique respectivement, amis et gardes-du-corps de Fish. Câline, un poisson-chat femelle, gère un restaurant nommé « Le poisson-chat ». D'autres personnages secondaires incluent notamment : Benji (une grenouille), Chipsus Barbotus (le père de Chips), Mona (la sœur de Fish) et Mouledor (un chat policier qui s'occupe de faire régner l'ordre sur terre). On compte aussi Rolf (un chat ami de Chips), Tiffany (la sœur de Chips), etc.

## Production

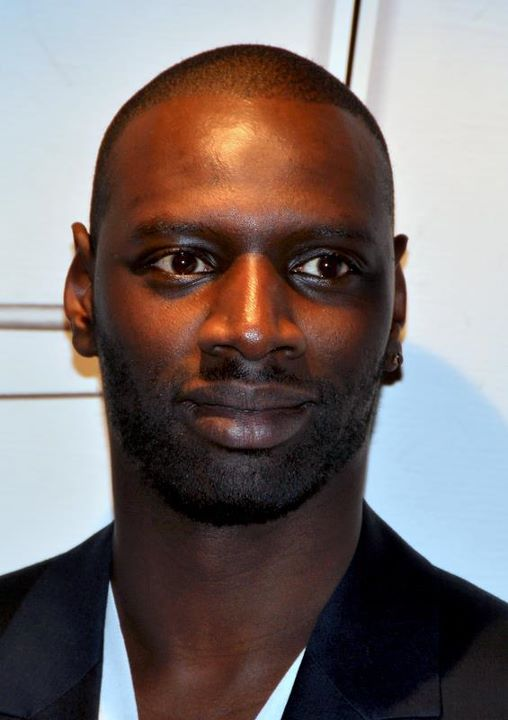
Omar Sy, prêtant sa voix à Fish.

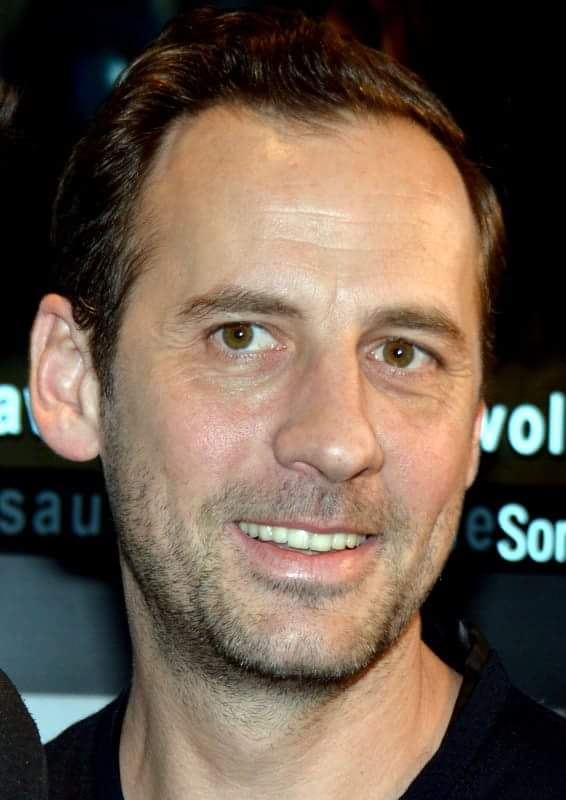
Fred Testot, prêtant sa voix à Chips.

La série, créée par Isabelle de Catalogne, est annoncée le 17 septembre 2011 pour une diffusion le 8 octobre 2011 dans le programme Méchamment drôle de la chaîne de télévision française Gulli, dans laquelle les deux personnages principaux seront doublés par le duo comique Omar et Fred,,. La série sera aussi diffusée de manière épisodique sur Canal J en 2016. En mai 2012, la société Genao Productions annonce la vente de la série à 10 pays dont l'Italie, l'Australie, la Turquie, le Portugal et l'Espagne. La série était toujours diffusée sur Gulli en 2015.

## Épisodes
1. L'huître est dans le jacuzzi
2. En travers de la gorge
3. Même pas... pas peur !
4. Bain de bave
5. Chat pané
6. Ma nuit chez Rolf
7. Bigoudis Blues
8. Boudou, le coelaquoi ?
9. Câlin, câline
10. Vis ma vie
11. La grande perche
12. Frites, voyance et dépendance
13. L'arête télécommandée
14. Mission Arête
15. Maudit poil
16. Chips jette l'éponge
17. Qui perd la tête perd l'arête
18. Une arête dans une botte d'algues
19. Un jour sur deux
20. Demandez pas la lune
21. La canine de l'ancêtre
22. Jour de trêve
23. Chouchoune
24. Le baiser du poisson
25. L'arête interdite
26. Le Benjie-Salomon show
27. Arête ton cirque !
28. Y a pas d'arête dans le catsteak !
29. Poisse de poisson
30. Poisson des villes poisson des champs
31. Le doyen de la baie
32. On n'arrête pas le progrès
33. La vraie bonne arête
34. Le relais
35. Deux flics à Brooklyn
36. Révolution
37. Menteur-menteur
38. Racaille à écailles
39. Frites connection
40. La chambre de Darwin
41. Caline in love
42. Coup de bluff
43. Un poisson bien dans sa peau
44. Qui perd gagne
45. L'idole de Fish
46. Le vertige des grands fonds
47. Kill Fish
48. Trois chats et un couffin
49. Les nageoires qui enflent
50. Garantie sans arête
51. Secte, mensonge et vidéo
52. La dernière bulle

## Distribution
- Omar Sy : Fish
- Fred Testot : Chips
- Antoine Gouy : Bart
- Élisa Bourreau : Câline, Tiffany
- Thierry Kazazian : Chipsus Barbotus
- Suzanne Sindberg : Marraine
- Franck Lorrain : Marlon, Problemo
- Martial Le Minoux : Rolf, Torpédo